# 平陽新村

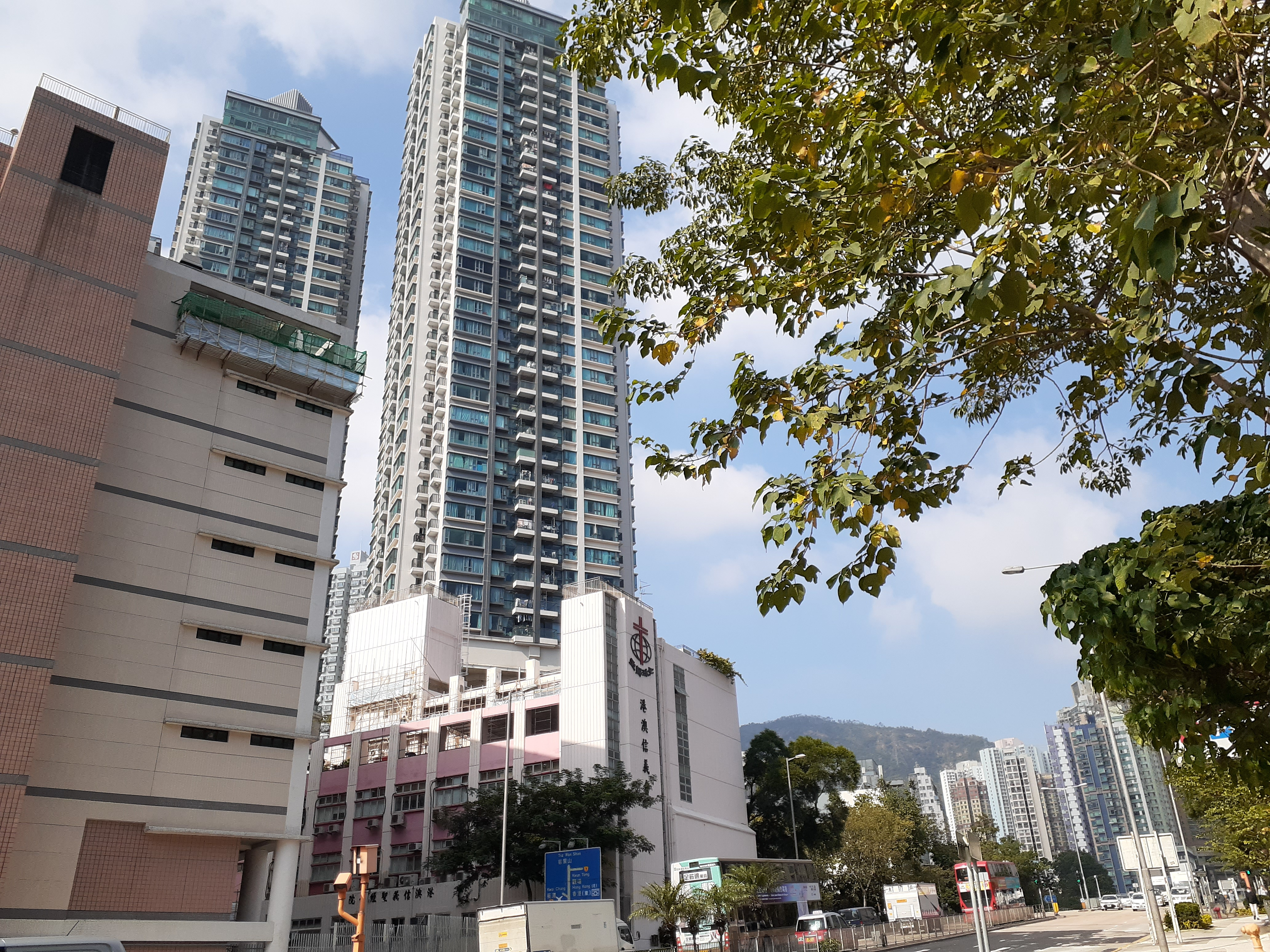
平陽新村和唐寧新村原址發展成蒲崗村道

平陽新村（包括唐寧新村，英語： 及 ）是香港九龍黃大仙的一個已清拆的寮屋區，位於黃大仙和鑽石山之間。

## 歷史
1950年代初，國共內戰後國內難民湧港，有主要來自潮汕及四邑地區的人來到黃大仙，在竹園村南面的田野間建屋聚居，發展成兩條相連的村落，分別稱為平陽新村和唐寧新村。兩村坐落於黃大仙警察宿舍和大磡村之間，以舊蒲崗村道、鳳凰溪和彩虹道為界。村內木屋、石屋交錯，有小型工場如塑膠廠、五金廠、針織廠和籐器廠，村民多為基層工人。
1975年，政府宣佈清拆該木屋區用以興建連接龍翔道和彩虹道的一段蒲崗村道及蒲崗交匯處，大部份居民獲安置到秀茂坪或藍田的公共房屋或臨屋區，有部份居民和廠戶不滿安置安排，曾到港督府請願。除了道路範圍外，平陽新村和唐寧新村剩餘的地方一直空置至今，曾作不同臨時用途。

## 知名居民
- 廖俠懷